# Балятар
Балятар (баш.  Бәләтәр ) — хребет Южного Урала, расположенный в Бурзянском районе РБ. Название в переводе с башкирского означает — бедовый.
Хребет Балятар вытянут по меридиану между рек Белой и Алакуяна (приток р. Белая) севернее с. Старосубхангулово.
Длина хребта составляет 20 км, ширина в его центральной части — 6 км, высота 790 м (гора Серекай).
Рельеф хребта разделен реками Алакуян и Бугунды (приток реки Белая), седловинами и суходолами с каменными россыпями.
Речная сеть сильно меандрирует. В северной части хребта выделяются вершины округлой формы, на юге — конусовидной, склоны крутые.
Хребет сложен породами: кварцевые песчаники, алевролиты, сланцы зильмердакской свиты верхнего рифея.
Ландшафты — берёзовые, берёзово-сосновые и берёзово-осиново-сосновые леса на горно-лесных светло-серых почвах; большие. площади занимают липовые и дубовые леса, иногда лиственничные.
В межгорных понижениях имеются заболоченные земли, на юго-западе — лесные разнотравные луга, используемые под сенокосы.